# Естественнонаучный материализм
Естественно-нау́чный материали́зм — это особый вид материализма, получивший распространение в естествознании XIX — XX вв. и оформившийся, прежде всего как мировоззренческое обобщение учёными опыта своих исследований, на основе данных конкретных наук, и проявляющийся с одной стороны, в уверенности в объективном характере природы и её закономерностей, а с другой — в признании их познаваемости средствами естествознания.
На позициях естественнонаучного материализма стояли и стоят многие крупнейшие естествоиспытатели, открытия которых (например, объяснение Дарвином эволюции путём естественного отбора, создание Бутлеровым теории химического строения органических веществ, теория относительности Эйнштейна) стали научным подтверждением его диалектической методологии.
Так же под естественнонаучным материализмом может пониматься вид стихийного (наивного) материализма — неоформленного философского убеждения большинства естествоиспытателей, стихийно стоящих на позициях материализма; в этом смысле он совпадает с материализмом стихийным и бессознательным, являясь определённой его разновидностью.
При попытке подойти с позиций стихийного естественнонаучного материализма к проблемам истории, эстетики, социологии, к решению основного вопроса философии, т. е. проблемам, выходящим за рамки естествознания, выявляется, что данная разновидность материализма является методологически незавершённой, что заключается в нестрогости, непоследовательности и несистематичности проведения ответов на поставленные вопросы данных областей.